# Send My Love (To Your New Lover)
"Send My Love (To Your New Lover)" é uma canção da artista musical inglesa Adele, contida em seu terceiro álbum de estúdio, 25 (2015). Foi composta pela própria em conjunto com Max Martin e Shellback, que encarregaram-se de sua produção.
A faixa foi enviada para rádios mainstream italianas em 13 de maio de 2016, servindo como o terceiro single do disco, sendo lançada digitalmente três dias depois, através da XL Recordings. Na mesma data, foi enviada para rádios Hot AC dos Estados Unidos, e adicionada para estações mainstream do mesmo país um dia depois pela Columbia Records. Devido ao forte número de downloads digitais após a distribuição do disco, registrou entrada em algumas tabelas musicais.

## Antecedentes e lançamento

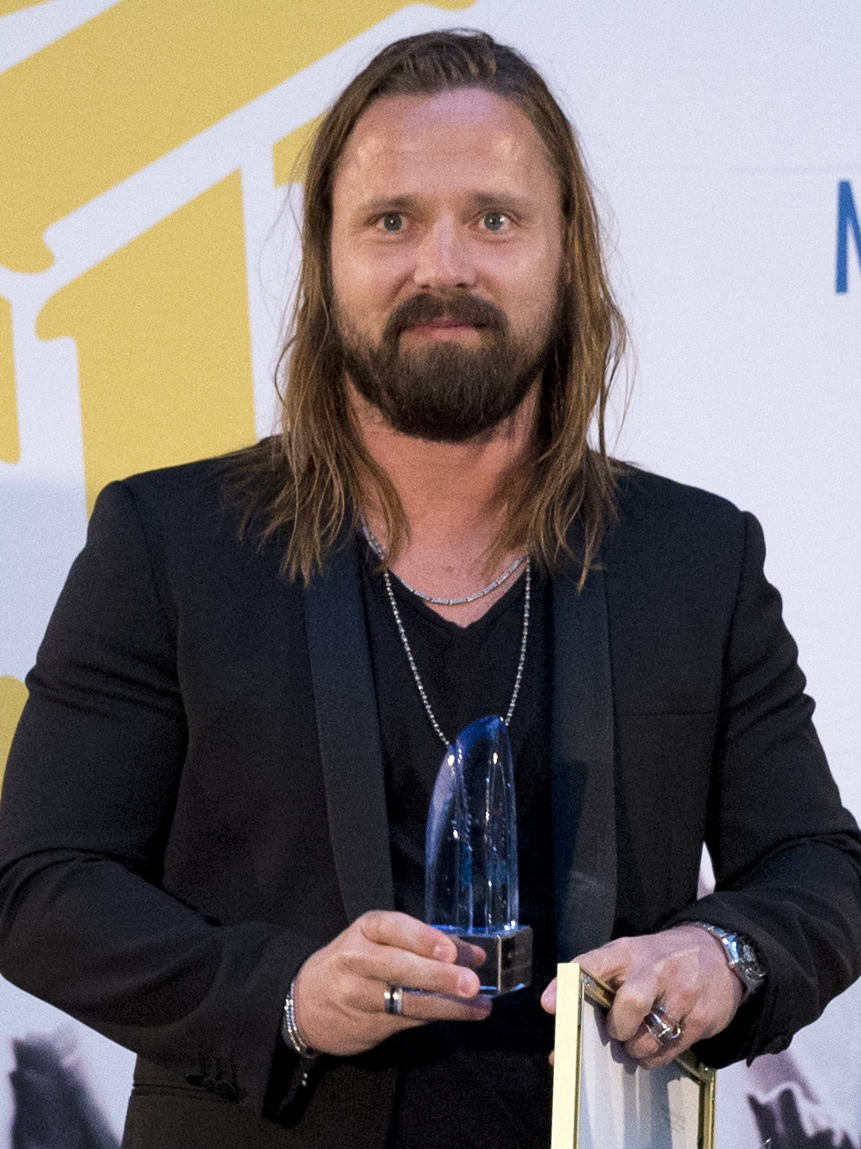
Max Martin, co-compositor e produtor da faixa.

Depois das improdutivas sessões de gravação de Adele com Ryan Tedder, eles acabaram se sentindo inspirados, e durante uma sessão, escreveram uma faixa chamada "Remedy". Mais tarde, a dupla foi almoçar quando ouviram o single de Taylor Swift "I Knew You Were Trouble" (2012); Adele gostou instantaneamente. Tedder informou Adele que Max Martin produziu a música e enviou seus clipes de seu trabalho. Pouco depois disso, Adele manifestou interesse em trabalhar com Martin, de quem ela nunca tinha ouvido falar antes, e os dois depois se reuniram para uma sessão. Adele começou a trabalhar na pista, retrabalhando um rascunho de uma canção que ela havia escrito quando tinha treze anos, depois de ter sido inspirada pelo lançamento de Frank (2003) por Amy Winehouse. Martin veio para Londres, Adele mostrou a ele o riff de guitarra que ela tinha, e a dupla terminou a faixa na guitarra. [1] Adele comentou sobre a colaboração: "Max Martin, eu só poderia sair com ele para sempre. Ele é tão lindo e encantador e engraçado e generoso e quente e carinhoso. Ele é um homem realmente incrível." Ela também disse que a faixa era "um pouco divertida", gracejando: "Você não precisa ficar escuro o tempo todo".
"Send My Love (To Your New Lover)" foi escrito por Adele, com Martin e Shellback, que também lidou com a produção. Adele tocava violão e fazia backing vocals, junto com Martin, enquanto Shellback tocava a percussão e era responsável pela programação. Foi projetado por Michael Ilbert e mixado por Serban Ghenea no MixStar Studios, Virginia Beach. A faixa foi gravada em dois estúdios; MXM Studios em Estocolmo e Eastcote Studios em Londres. No último minuto, Adele mudou o título da música de "We Ain't No More" para "Send My Love (To Your Lover)".

## Composição e letras
"Send My Love (To Your New Lover)" é uma música pop, com um "pulso eletrônico subjugado, emendado". Foi considerada uma das poucas faixas uptempo do álbum, junto com "Water Under the Bridge". Tem "um pouco de vibração de calypso" e é "construída em torno de uma guitarra quase africana". Foi notado que seu som tem um ritmo diferente "para distinguir a faixa do resto do disco". Um som "otimista, papoula, rítmico". Começa com um comentário de estúdio perdido de Adele — "Apenas a guitarra. Ok, legal." — após, cerca de um minuto de violão e "percussão de mão". Mais tarde, "os harmoniosos vocais e o arranjo mais completo chegam", enquanto o "refrão abatido" tem Adele em uma "provocação alegre". De acordo com a folha de música publicada pela MXM Música AB em Musicnotes.com, "Send My Love (To Your New Lover)" foi composta usando o tempo comum na chave de D grande com um moderado ritmo de 82 batimentos por minuto. Os acordes nos versos alternam entre D e Bm (add4). Os vocais de Adele vão da nota mais baixa de A3 até a nota mais alta de D5.
Liricamente, a canção é um beijo-off que discute ser justo para com um ex-amante, a fim de perdoar e encontrar um desfecho. No começo, Adele chora o fim de um relacionamento passado e relata as coisas que seu ex-amante fez que a prejudicaram durante o relacionamento. No entanto, conforme a música progride, ela perdoa seu ex-parceiro, reconhece que ela vai supera-lo, ouvida nas falas: "Estou desistindo de você / eu perdoei tudo / você me libertou". Durante o refrão da música, ela envia-lhe bons votos e bênçãos para o seu novo relacionamento: "Mande meu amor para sua nova amada / Trate-a melhor / Temos que nos libertar de todos os nossos fantasmas / Nós dois sabemos que não somos mais crianças." Petrusich acrescentou que "existe um amor não correspondido, mas há um amor que muda de forma; [...] Esse é o amor que Adele canta, do tipo que não resta mais nada a não ser renunciar". Durante uma entrevista com o The Guardian, Adele se referiu à faixa como uma "canção de foda-se" para um ex-namorado, a quem ela namorou entre o cara que inspirou seu álbum 21, e seu marido Simon Konecki. Adele descreve isso como uma canção "feliz que você se foi", e comentou que a linha de abertura onde ela canta: "Isso foi tudo você / Nada disso foi eu", "é doentio". Um escritor do The Guardian considerou ser uma "canção de vingança," ligeiramente semelhante a "I Will Survive" (1978) de Gloria Gaynor e "Irreplaceable" (2006) de Beyoncé.

## Vídeo musical

### Desenvolvimento e lançamento
O videoclipe da música foi filmado em Londres, pelo diretor americano Patrick Daughters. Adele falou sobre isso para a platéia durante um show em Estocolmo em abril, dizendo que era um vídeo de dança, durante o qual ela perdeu "todas as inibições". Falando à Entertainment Weekly sobre a filmagem do vídeo, Daughters notou que "não há qualquer edição no vídeo... de alguma forma, enquanto você assiste ao vídeo muitas vezes, você começa a fazer suas próprias edições, porque você se concentra em diferentes camadas de seu desempenho". A ideia principal por trás do visual era se concentrar no desempenho de Adele; o conceito por trás disso veio de uma linha na música sobre "deixar de lado os fantasmas de [Adele]". Havia doze takes para o vídeo que foram todos combinados em um único tiro, eventualmente; durante cada um deles, Adele expressou suas emoções com um movimento diferente. O diretor disse em uma entrevista:
| “ | Nós olhamos a música, as diferentes camadas de seus vocais, essa foi uma maneira de abordar algumas camadas. Alguns nós fizemos em um lugar que era emocionalmente mais fresco. Então nós tivemos algumas tomadas que foram um pouco mais sobre o que os versos da músicas disseram, deixando de lado essas coisas, passando por isso e sendo mais comemorativas. Depois que tivemos alguns com os quais ficamos muito felizes, começamos a brincar com as emoções, a emoção predominante na tomada é também as leituras diferentes. | ” |

Um pequeno teaser do vídeo foi publicado no perfil do Twitter da cantora em 16 de maio de 2016. Ele estreou em 22 de maio no Billboard Music Awards de 2016, e foi carregado na conta oficial Vevo da cantora logo em seguida. O clipe apresenta a cantora em frente a um fundo preto. À medida que o videoclipe progride, várias cenas semitransparentes da cantora dançando ao mesmo tempo aparecem sobrepostas umas às outras em uma forma caleidoscópica. A câmera focaliza suas expressões faciais por toda parte. Adele usa um vestido floral de manga comprida desenhado por Dolce & Gabbana, que ela escolheu sozinha, sem a ajuda de um estilista. Ela optou por se destacar contra o pano de fundo escuro atrás dela. Também foi escolhido para "fluir" com seus movimentos.

## Faixas e formatos
| Download digital |                                    |         |  |
| N.º              | Título                             | Duração |  |
| 1.               | "Send My Love (To Your New Lover)" | 3:43    |  |

## Desempenho nas tabelas musicais

### Posições
| Tabela musical (2015-16)                               | Melhor posição |
| ------------------------------------------------------ | -------------- |
| África do Sul (Entertainment Monitoring Africa)        | 3              |
| Alemanha (Media Control Charts)                        | 31             |
| Austrália (ARIA Charts)                                | 13             |
| Áustria (Ö3 Austria Top 40)                            | 14             |
| Bélgica (Ultratop 50 de Flandres)                      | 4              |
| Bélgica (Ultratop 40 da Valônia)                       | 8              |
| Brasil (Brasil Hot 100 Airplay)                        | 7              |
| Canadá (Canadian Hot 100)                              | 10             |
| Coreia do Sul (Gaon Music Chart)                       | 23             |
| Escócia (The Official Charts Company)                  | 4              |
| Eslováquia (IFPI Slovenská Republika)                  | 53             |
| Espanha (Productores de Música de España)              | 46             |
| Estados Unidos (Billboard Hot 100)                     | 8              |
| Estados Unidos (Pop Songs)                             | 1              |
| Estados Unidos (Adult Pop Songs)                       | 1              |
| Estados Unidos (Hot Adult Contemporary Tracks)         | 3              |
| Estados Unidos (Rock Airplay)                          | 34             |
| Finlândia (IFPI Finlândia)                             | 14             |
| França (Syndicat National de l'Édition Phonographique) | 45             |
| Grécia (Greece Digital Songs)                          | 9              |
| Hungria (Magyar Hanglemezkiadók Szövetsége)            | 2              |
| Irlanda (Irish Recorded Music Association)             | 7              |
| Israel (Media Forest)                                  | 2              |
| México (Mexico Airplay)                                | 15             |
| Nova Zelândia (NZ Top 40 Singles)                      | 4              |
| Países Baixos (MegaCharts)                             | 32             |
| Polônia (Związek Producentów Audio Video)              | 24             |
| Portugal (Portugal Digital Songs)                      | 8              |
| Reino Unido (UK Singles Chart)                         | 5              |
| Reino Unido (UK Indie Singles Chart)                   | 1              |
| Chéquia (IFPI Česká Republika)                         | 82             |
| Roménia (Media Forest)                                 | 7              |
| Suíça (Sverigetopplistan)                              | 38             |
| Suécia (Schweizer Hitparade)                           | 20             |
| União Europeia (Euro Digital Songs)                    | 4              |

### Certificações
| País (Empresa)        | Certificação |
| --------------------- | ------------ |
| Canadá (Music Canada) | Ouro         |
| Itália (FIMI)         | Platina      |
| Nova Zelândia (RMNZ)  | Ouro         |
| Reino Unido (BPI)     | Prata        |

## Créditos
Todo o processo de elaboração de "Send My Love (To Your New Lover)" atribui os seguintes créditos:
Gravação e publicação
- Gravada nos MXM Studios (Estocolmo) e Eastcote Studios (Londres)
- Mixada nos MixStar Studio (Virginia Beach, Virginia)
- Publicada pelas empresas Universal Music Publishing Ltd. (BMI) e MXM Music (ASCAP) — administrada pela Kobalt Songs Music Publishing (ASCAP)

Produção
| - Adele: composição, vocalista principal, vocalista de apoio, violão - Max Martin: composição, produção, vocalista de apoio - Shellback: composição, produção, programação, percussão | - Michael Ilbert: engenharia - Serban Ghenea: mixagem - John Hanes: engenharia de mixagem |

## Histórico de lançamento
| País           | Data               | Formato           | Gravadora |
| -------------- | ------------------ | ----------------- | --------- |
| Itália         | 13 de maio de 2016 | Rádios mainstream | XL        |
| Mundo          | 16 de maio de 2016 | Download digital  | XL        |
| Estados Unidos | 16 de maio de 2016 | Rádios Hot AC     | Columbia  |
| Estados Unidos | 17 de maio de 2016 | Rádios mainstream | Columbia  |
| Estados Unidos | 7 de junho de 2016 | Rádios rhythmic   | Columbia  |